# Jean-Claude Marcadé
Pour les articles homonymes, voir Marcadé.
Jean-Claude Marcadé, né le 8 mai 1937 à Mouscardès, est un docteur ès lettres français, historien et traducteur, spécialiste de l'avant-garde russe. Il est notamment reconnu pour ses travaux sur Malévitch, ses nombreuses traductions de textes originaux et ses publications de monographies en 1990, 2015 et 2016.
Il est directeur émérite du Centre national de la recherche scientifique (CNRS) (France), et président de l'association des amis du sculpteur biélorusse Antoine Pevsner.

## Biographie
Jean-Claude Marcadé est né le 8 mai 1937 à Mouscardès dans les Landes. Son père est Jean-René Marcadé, qui au début des années 1950 écrira un ouvrage intitulé « Cinq années de captivité », publié aux éditions Delbrel de Bordeaux, qui recevra, en juillet 1952, le « grand prix Dominique Vecchini au XXIe Congrès des Écrivains de France ». Le 29 juin 1953, Jean-René Marcadé, dédicace un exemplaire de son livre « à Madame Vassutinsky ».
En 1958, Jean-Claude Marcadé et Valentina Vassutinsky débutent une vie ensemble[Quoi ?]. En 1960, à 23 ans, Jean-Claude Marcadé devient professeur de littérature classique et exerce, jusqu'en 1964, dans différentes villes. En 1965, il passe et réussit le concours d'agrégation, et cette même année entre au Lycée Rodin, à Paris, comme professeur de russe. Le 17 juillet 1966, Jean-Claude Marcadé, 29 ans, épouse Valentine Vassutinsky, 56 ans, au Skit du Saint-Esprit sur la commune du Mesnil-Saint-DenisEn 1968, il se convertit à la religion du Christianisme orthodoxe, devient membre de la société des amis de Nicolas Berdiaev et change d'établissement pour entrer au Centre universitaire des langues orientales vivantes pour y prendre un poste de professeur de langue et littérature russe.
En 1970, Jean-Claude Marcadé prend la direction du département slave au Centre national de la recherche scientifique (CNRS). Durant ces années 1970, il devient secrétaire générale de la société des amis de l'artiste Georgy Yakulov, entre au conseil d'administration du Centre français d'art et d'histoire de l'Europe de l'Est, et l'Université Columbia l'honore du titre de Senior Sellow. Durant cette décennie il fait plusieurs publications sur Malévitch, notamment une préface, avec sa femme Valentine, pour le catalogue d'une exposition de dessins en 1970, une traduction accompagné d'une préface et d'une présentation de l'ouvrage de Cézanne au suprématisme : tous les traités parus de 1915 à 1922, en 1974, et il a la direction d'un colloque intitulé Malévitch : 1878-1978, tenu au Centre Pompidou en 1979.
Jean-Claude Marcadé à 50 ans, en 1987, lorsqu'il soutient, à la Sorbonne, sa thèse de doctorat sur les travaux de Nikolaï Leskov.
Son épouse Valentine Marcadé, également spécialiste de la peinture russe et ukrainienne et auteure de nombreux ouvrages, meurt, à 84 ans le 28 août 1994.
Jean-Claude Marcadé est spécialiste de l'Avant-garde russe en peinture, et de l'œuvre de Kasimir Malevitch. Il est l'auteur parmi de nombreux titres des monographies « Malévitch » (1990 ; traduit en ukrainien en 2013) et Malévitch (Paris, Hazan 2016), de l'ouvrage « L'Avant-garde russe 1907-1927 » (1995, 2007). On lui doit aussi « Eisenstein. Dessins secrets » (1998, en français), « Anna Staritsky » (2000, en russe, anglais et allemand); « Alexander Calder » (2006, en français), « L'œuvre de Nikolaï Leskov » (2006, en russe), « Nicolas de Staël. Peintures et dessins » (2009 en français).
De nombreuses organisations d'expositions dans différents musées du monde sont dues à son initiative et sa direction : « Le symbolisme russe » (1999—2000 à Madrid, Barcelone, Bordeaux)."Paris Russe.1910-1960" (2003-2004, à Saint-Pétersbourg, Wuppertal, Bordeaux) ; La Russie à l'avant-garde- 1900-1935 à Bruxelles, 2005-2006 ; Malévitch à Barcelone et Bilbao 2006 ; "Lanskoy" à Moscou et Saint-Pétersbourg, 2006 ; "Rodtchenko" à Barcelone, 2008.

## L'Avant-garde russe
Jean-Claude Marcadé a consacré une très grande partie de son travail à l'œuvre de Kasimir Malevitch. À la suite du livre d'Emmanuel Martineau et de son « Malévitch et la philosophie », Marcadé considère Malévitch comme un artiste et un penseur, dans l'esprit de la phénoménologie de Martin Heidegger ; il analyse, à la suite de Martineau, la philosophie de Malévitch comme une « phénoménologie apophatique ». C'est sur ces bases qu'il aborde la célèbre toile "Carré noir sur fond blanc".
Marcadé considère que l'Avant-garde russe comprend trois écoles principales: celle de Saint-Pétersbourg, celle de Moscou et celle d'Ukraine ; Malévitch appartient à cette dernière. À ce titre, il considère que les termes Avant-garde russe ne conviennent pas ; il faudrait parler d' "art de gauche en Russie et en Ukraine".
Jean-Claude Marcadé est un des premiers à avoir écrit sur la période symboliste de Malévitch que celui-ci avait occultée (Malevitch symboliste).

## Publications
Liste non exhaustive.

### Auteur ouvrages
- Le futurisme russe, Dessain & Tolra, coll. « Investigations », 1989, 111 p. (BNF 35052100).
- Malévitch, Nouvelles Éditions françaises, 1990, 279 p. (BNF 35460509).
- L'avant-garde russe, 1907—1927, Flammarion, coll. « Tout l'art. Histoire », 1995, 477 p. (BNF 35797084).
- Calder, Flammarion, coll. « Tout l'art », 1996, 159 p. (ISBN 978-2-08-010147-1).
- Sergueï Eisenstein : dessins secrets (textes, avec Galia Ackerman), Seuil, 1999, 189 p. (BNF 37057182).
- Malévitch : un choix dans les collections du Stedelijk Museum Amsterdam (catalogue, avec Geurt Imanse, de l'exposition au Musée d'Art moderne de Paris, du 30 janvier au 27 avril 2003), Paris-musées, 2003, 126 p. (BNF 38956446).
- Nicolas de Staël : Peintures et dessins, Hazan, 2008, 411 p. (BNF 41341034).
- (ru) Малевич, Kiev, Родовід,‎ 2013, 303 p. (BNF 44303066).
- Malevitch, Hazan, 2016, 319 p. (BNF 45112737).

### Co-auteur
- avec Valentine Marcadé, « Des lumières du soleil aux lumières du théâtre : Georges Yakoulov », Cahiers du monde russe et soviétique, vol. 13, no 1,‎ 1972, p. 5-23 (lire en ligne, consulté le 28 décembre 2018).
- Andreenko (avec Valentine Marcadé), l'Âge d'homme / Centre de diffusion de l'édition, 1978, 155 p. (BNF 34617850, lire en ligne).
- L'Avant-garde au féminin : Moscou, Saint-Petersbourg, Paris : 1907-1930 (catalogue, avec Valentine Marcadé, exposition de mai à juillet 1983), Artcurial, 1983, 64 p. (BNF 34767809).
- (en) Open Space (avec Kveta Pacovska (dir.)), Wabern/Bern, Benteli, 2001, 143 p. (ISBN 978-3-7165-1251-7).
- Le « Valet de Carreau » dans l'avant-garde russe (avec : F. Balakhovskaïa, V. Krouglov, Gleb Pospelov, Dmitri Sarabianov, Elena Lavanan (trad.), Anna Laks (réd.)), Saint-Pétersbourg, Musée russe, Palace Editions, 2004, 352 p.
- (ru) L'œuvre de N. S. Leskov : Les romans et les chroniques (avec : Alina Popova, Elena Berezina, L. Ephimova et М. Salma), Saint-Pétersbourg, Projet académique / Академический проект (петербургское издательство),‎ 2006, 480 p. (ISBN 5-7331-0328-0).
- Kasimir Malevitch & François Morellet, Carrément (catalogue : avec Bernard Marcadé et Serge Lemoine, exposition à Paris du 17 mars au 30 avril 2011), Galerie Kamel Mennour, 2011, 176 p. (BNF 42469221).

### Directeur
- Malévitch : 1878-1978 (Actes du colloque tenu au Centre Pompidou, Musée national d'Art moderne), L'Age d'Homme, coll. « Avant-Gardes », 1979, 279 p. (lire en ligne).
- Pevsner, 1884-1962 (colloque international Antoine Pevsner tenu au musée Rodin en décembre 1992), Art Éditions, 1995, 287 p. (BNF 39983536).
- L'écrit et l'art (colloque organisé par le Nouveau musée/Institut d'art contemporain et la Faculté d'anthropologie et de sociologie, Université Lumière-Lyon-II, les 23 et 24 octobre 1992), le Nouveau musée/Institut d'art contemporain, coll. « Textes », 1993, 217 p. (BNF 35567752).
- Le symbolisme russe (catalogue exposition, Bordeaux, du 7 avril au 7 juin 2000), Musée des beaux arts de Bordeaux, 2000, 210 p. (BNF 37564163).
- Le dialogue des arts dans le symbolisme russe (actes du colloque, Bordeaux, les 12 et 14 mai 2000 ; organisé avec Dominique Charassé, John E. Malmstad), L'Âge d'Homme, 2008, 254 p. (BNF 41201268, lire en ligne).

### Préfacier
- Malevitch : dessins (catalogue, préface avec Valentine Marcadé, exposition à Paris du 19 novembre au 31 décembre 1970), Galerie Jean Chauvelin, 1970, 38 p. (BNF 34607236).

### Articles
- « Dada 2005 », Critique d’art, no 27,‎ printemps 2006 (lire en ligne, consulté le 4 janvier 2019).
- « Kiev, capitale de la modernité dans les arts du début du xxe siècle », dans Hélène Menegaldo, Gilles Menegaldo, Les imaginaires de la ville : deuxième partie. Utopie, mutation et entropie, Rennes, Presses universitaires de Rennes, 2007 (lire en ligne), p. 115-132.
- « Sur quelques traits distinctifs de l’école ukrainienne », Histoire de l'art, no 91 : Ukraine, 2023, p. 31-44  (ISBN 9782909196374)

### Traducteur
- Kasimir Severinovitch Malevitch, De Cézanne au suprématisme : tous les traités parus de 1915 à 1922 (traduction du russe avec la collaboration de Véronique Schiltz ; préface et présentation), Lausanne et Paris, l'Âge d'homme / Centre de diffusion de l'édition, coll. « Écrits sur l'art », 1974, 180 p. (BNF 34608560).
- La Victoire sur le soleil : opéra futuriste russe, livret de A. Kroutchonukh, prologue de M. Matiouchine, décors et costumes de K. Malevitch (livret : traduction, notes et postface avec Valentine Marcadé), l'Âge d'homme, 1976, 98 p. (BNF 34604570, présentation en ligne).
- Kasimir Malevitch, Écrits, t. I (traduction du russe et de l'ukrainien avec une présentation), Éditions Allia, 2015, 701 p. (BNF 44414716).